# Nuuk Stadion
Het Nuuk Stadion is een multifunctionele sportfaciliteit in de Groenlandse hoofdstad Nuuk, die veel wordt gebruikt voor voetbalwedstrijden. Het heeft een capaciteit van 2.000 en beschikte tot 2016 over een onverhard veld. De voetbalclub Nagdlunguaq-48 speelt hier, maar ook het nationale team, A.T.A. en Nuuk Idraetslag.
Er vinden tevens muziekfestiviteiten plaats. Op 2 november 2007 trad de Schotse rockband Nazareth er op, en op 1 april 2011 de Amerikaanse zangeres Suzi Quatro.
Naast het veld, gelegen aan een berg, bevindt zich een overkapt gedeelte. In 2010 waren er plannen voor de bouw van een overdekt voetbalstadion op de locatie. In 2016 werd er kunstgras in het stadion neergelegd.